# Soltan Ali Maszhadi

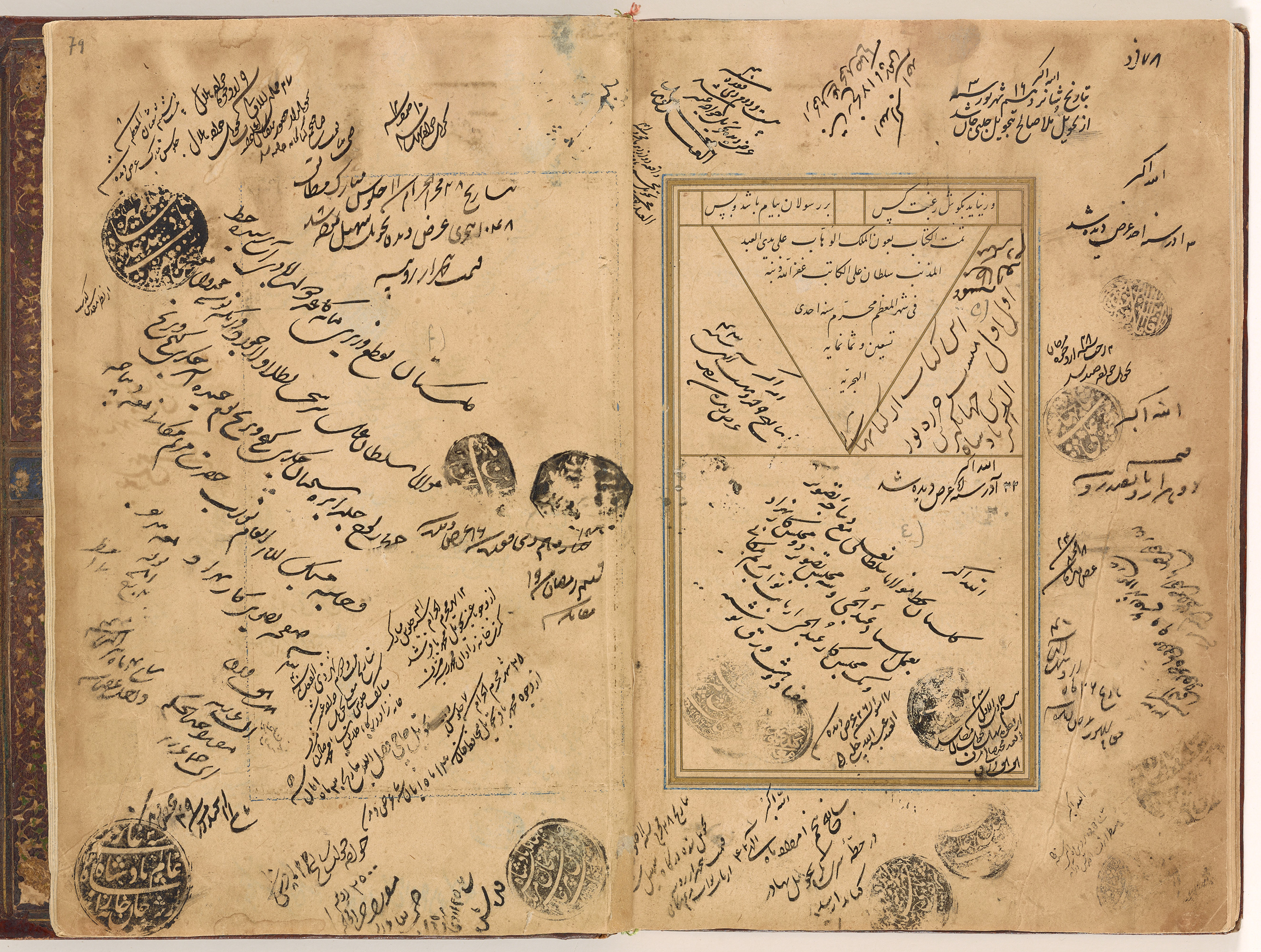
Kolofon rękopisu Gulistanu Sadiego z 1486 z pieczęciami i adnotacjami jego kolejnych właścicieli. Po prawej stronie od właściwego kolofonu umieszczonego w charakterystycznym trójkącie znajduje się adnotacja Dżahangira (1605–1627): „To jedna z moich pierwszych książek. Napisane przez Nur-ad-Dina Dżahangira, syna szacha Akbara”. Art and History Collection

Soltan Ali Maszhadi, pers. ‏سلطان‌علی مشهدی‎ (pełne imię: Soltan Ali-e Mohammad-e Maszhadi), ur. w Meszhedzie, fl 1453–1519, zm. 1520 w Meszhedzie – perski kaligraf piszący w nastaligh.
Ojciec Soltana Alego zmarł kiedy ten miał 7 lat i niedługo później zaczął on samodzielnie uczyć się kaligrafii. Pozostał w tym zakresie samoukiem dopóki ok. roku 1468 nie przeniósł się do Heratu, gdzie miał pobierać nauki u Azhara Tebriziego (zm. 1475) lub jednego z jego uczniów. Począwszy od roku 1470 pracował dla Husajna Bajkary (1469–1506) i jego wezyra Ali Szer Nawojego. Soltan Ali projektował inskrypcje, takie jak ta (1477-78) na marmurowej platformie nagrobków przodków Husajna Bajkary wzniesionej w Mauzoleum Abdollaha Ansariego w Gazargah (obecnie Herat). Był także kaligrafem wielu najświetniejszych rękopisów sporządzanych dla timurydzkiego dworu, takich jak kopia Gulistanu Sadiego z 1486 (Art and History Collection, LTS1995.2.30), kopia Mantigh ot-tajr Attara z 1487 (Metropolitan Museum of Art, 63.210) czy kopia Bostanu Sadiego z 1488 (Biblioteka Narodowa Egiptu, Adab Farsi 908). Po śmierci Husajna Bajkary w roku 1506 i upadku timurydzkich rządów w Heracie powrócił do rodzinnego Meszhedu. To tam w roku 1514 napisał Adab-e Chatt („Etykieta kaligrafii”), wierszowany traktat poświęcony kaligrafii, który później został włączony do biografii kaligrafów i malarzy Kadi Ahmeda (zm. 1606). Zawiera on zarówno praktyczne wskazówki, jak i informacje o charakterze autobiograficznym, oraz pokazuje bliskie związki pomiędzy praktyką kaligrafii a dyscyplinami religijnymi.
Styl Soltana Alego jest delikatniejszy oraz bardziej płynny i przestrzenny niż ten praktykowany przez jego poprzednika Dżafara Tebriziego (fl 1412–1431). Widać w nim też mistrzowską kontrolę i modulację, objawiającą się we wprowadzaniu wizualnych rytmów za pomocą przedłużania i podkreślania pewnych form, takich jak np. pociągnięcia litery kaf. Nastaligh Soltana Alego „pokazuje doskonałą równowagę pomiędzy płynnością a dyscypliną, cechami, które wskazywał w swoim traktacie o kaligrafii”. W jego twórczości wschodni (albo chorasański) styl nastaligh, zapoczątkowany przez Dżafara i Azhara, osiągnął swoją klasyczną formę, i w okresie safawidzkim zaczął dominować także w zachodnim Iranie. To właśnie ten wschodni styl, „dalej udoskonalony w następnych stuleciach, jest pismem nastaligh używanym obecnie w Iranie”. Tym samym styl Soltana Alego „stał się synonimem pisma nastaligh, pieczołowicie kolekcjonowanym i cenionym przez późniejszych koneserów i naśladowanym przez jego następców w kolejnych stuleciach”. Pisząc o nim Kadi Ahmed stwierdził, iż „to co napisał podbiło świat i jest pośród innych pism jak słońce pośród planet”. Soltan Ali miał wielu uczniów, spośród których najważniejszymi byli Soltan Mohammad Nur oraz Soltan Mohammad Chandan.

## Galeria

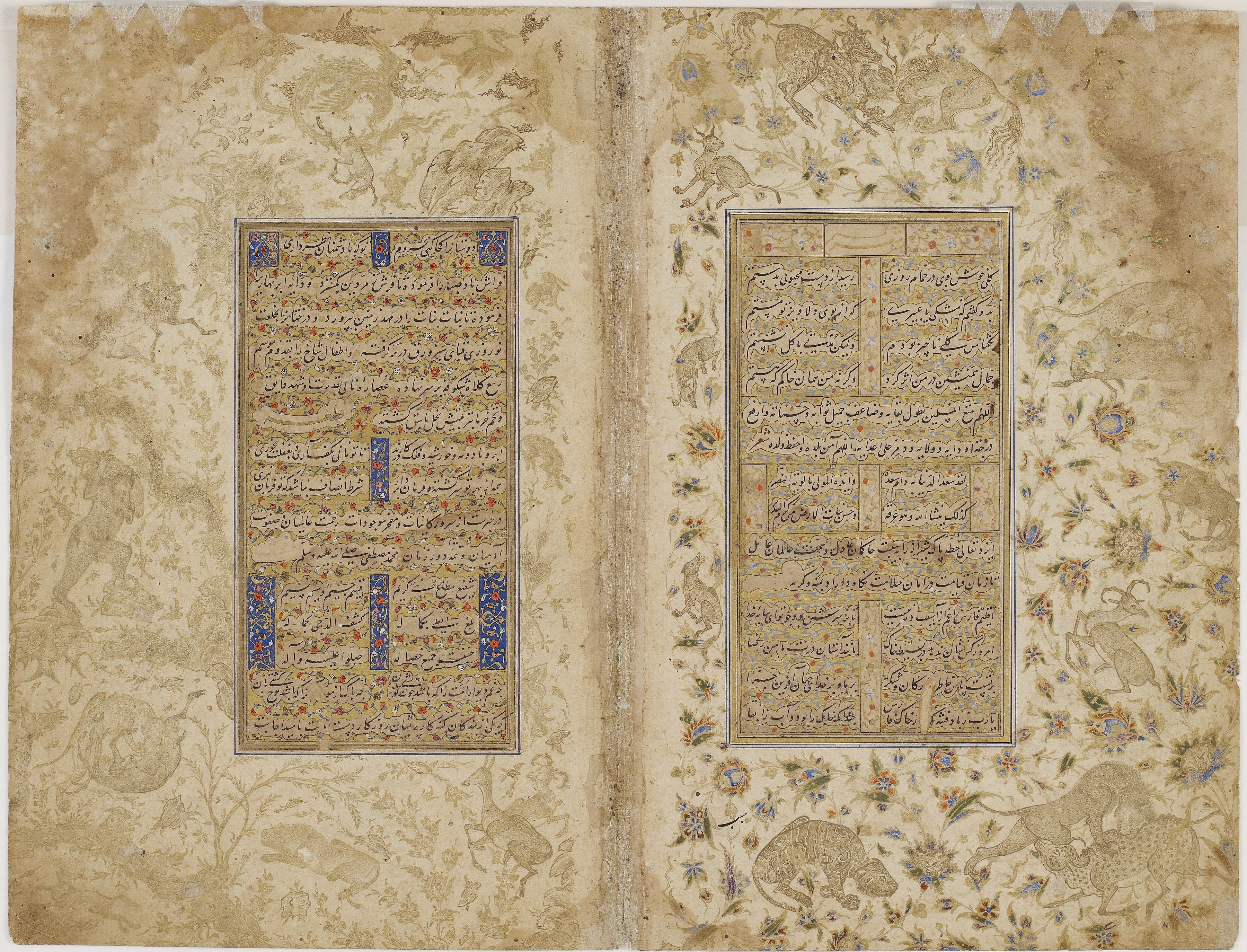
Oderwane folio z rękopisu Gulistanu Sadiego z 1468 roku. Na początku XVI wieku na marginesach dodano nową iluminację, której projekt przypisuje się Agha Mirakowi (fl. 1520–1575)[10]. Freer Gallery of Art
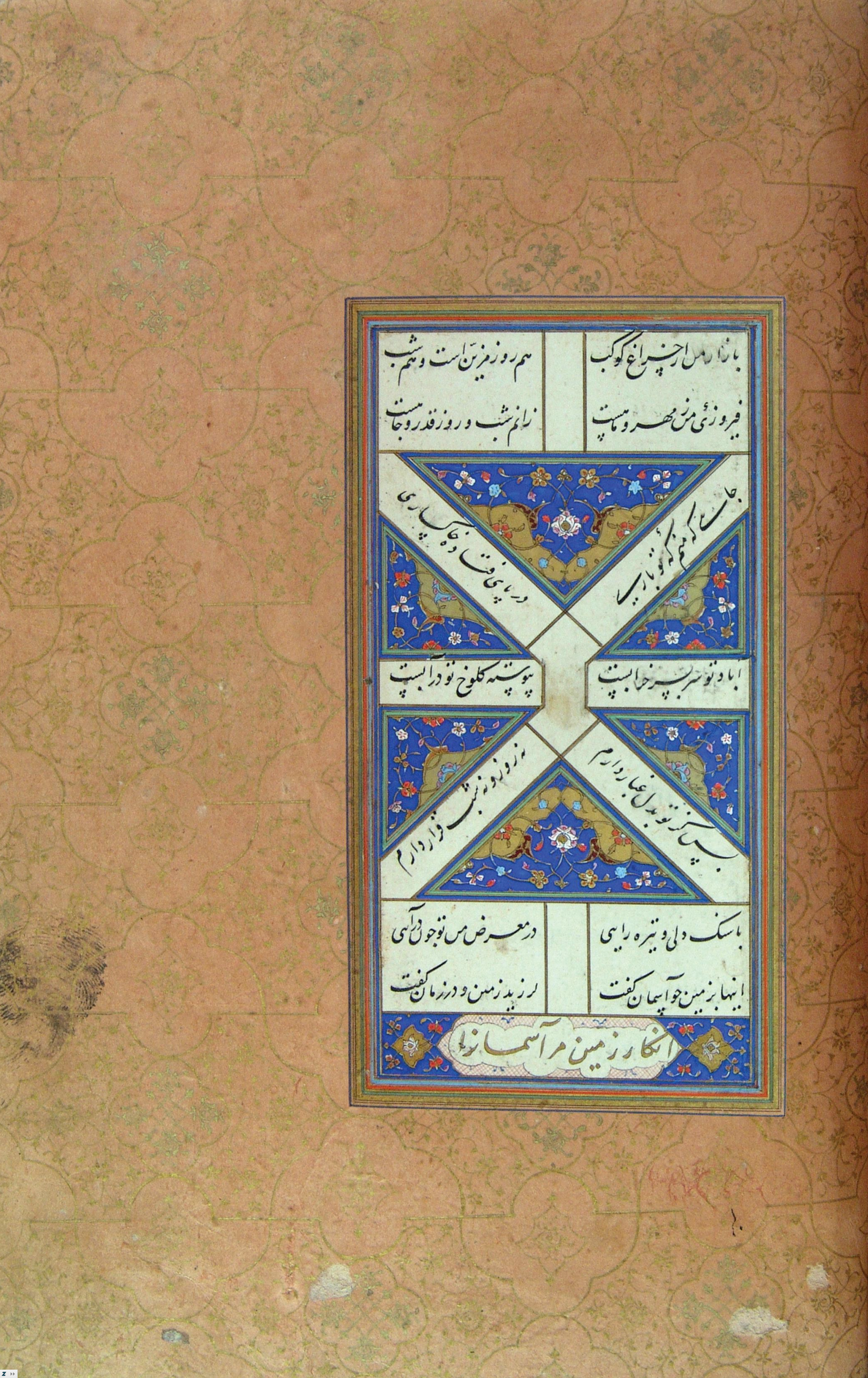
Kaligrafia z wierszami Arefiego Herawiego (zm. 1438). Herat, 1470. Biblioteka Pałacu Golestan
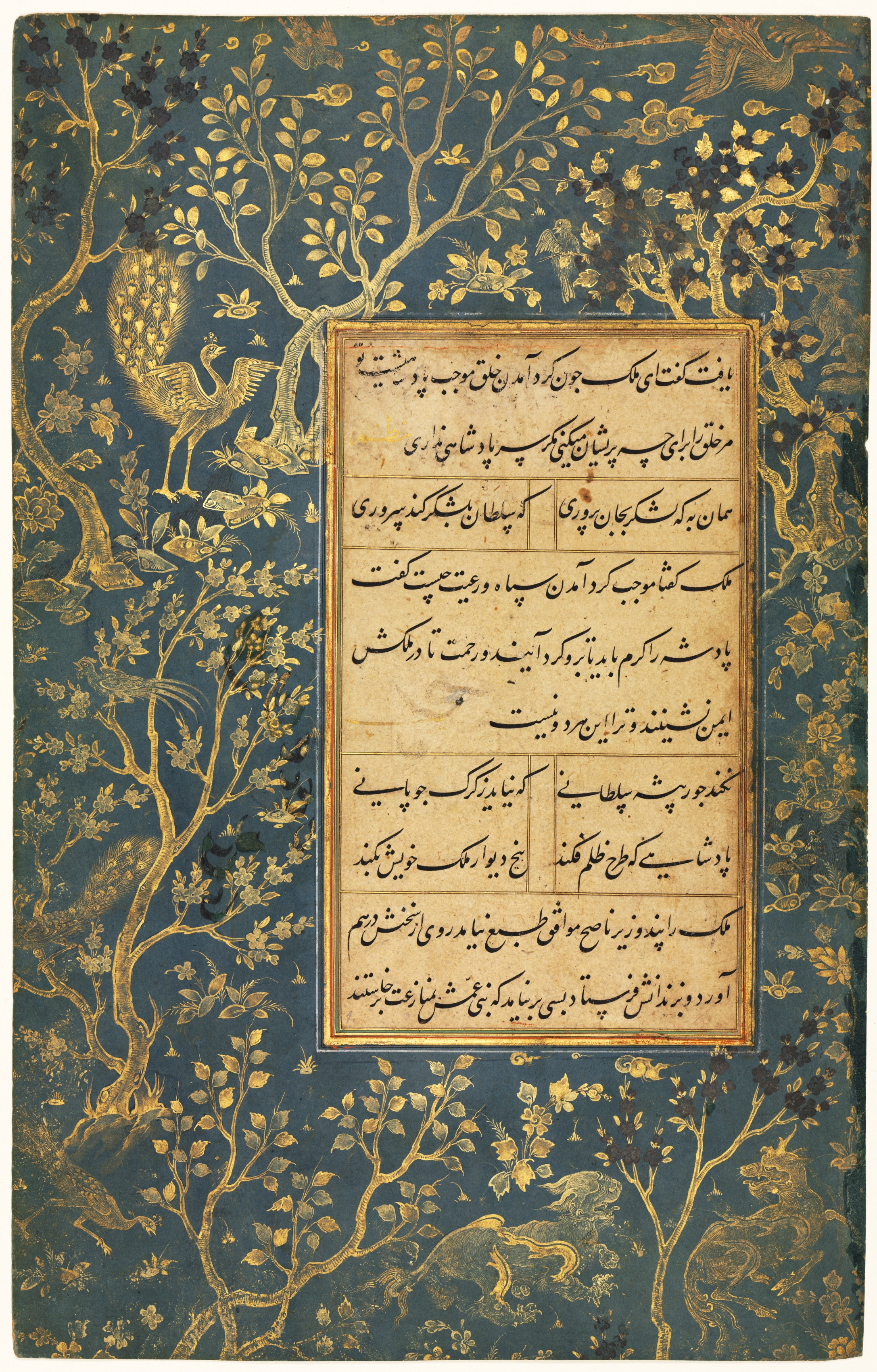
Oderwane folio z rękopisu Gulistanu Sadiego. Herat, 1475–1500 (iluminacja marginesów pochodzi z czasów safawidzkich). Cleveland Museum of Art
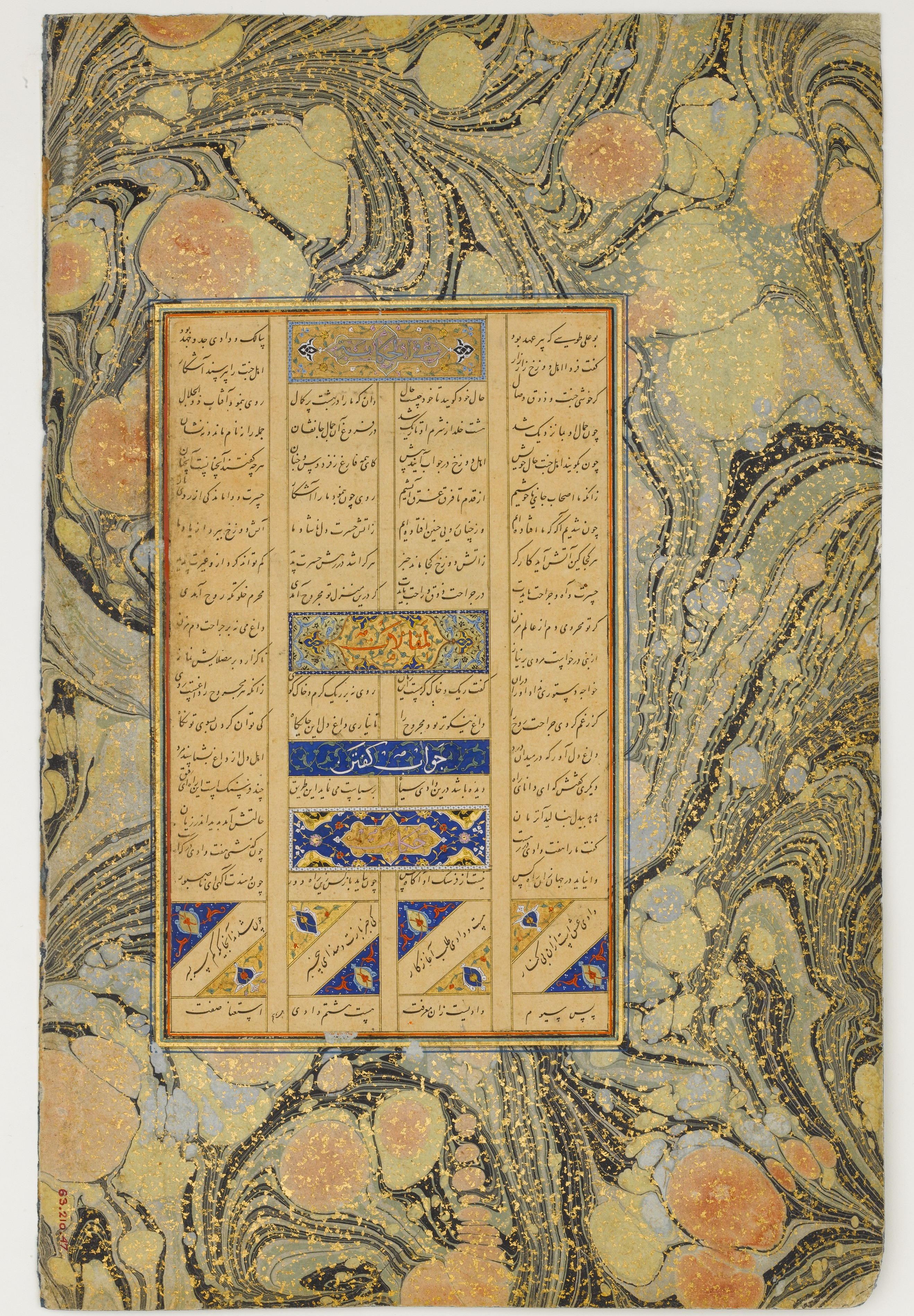
Strona  z rękopisu Mantigh ot-tajr Attara.  Herat, z datą 25 kwietnia 1487 (iluminacja została dodana przez Zajn-al-Abedina Tebriziego (zm. 1602) ok. 1600 roku[11]). Metropolitan Museum of Art
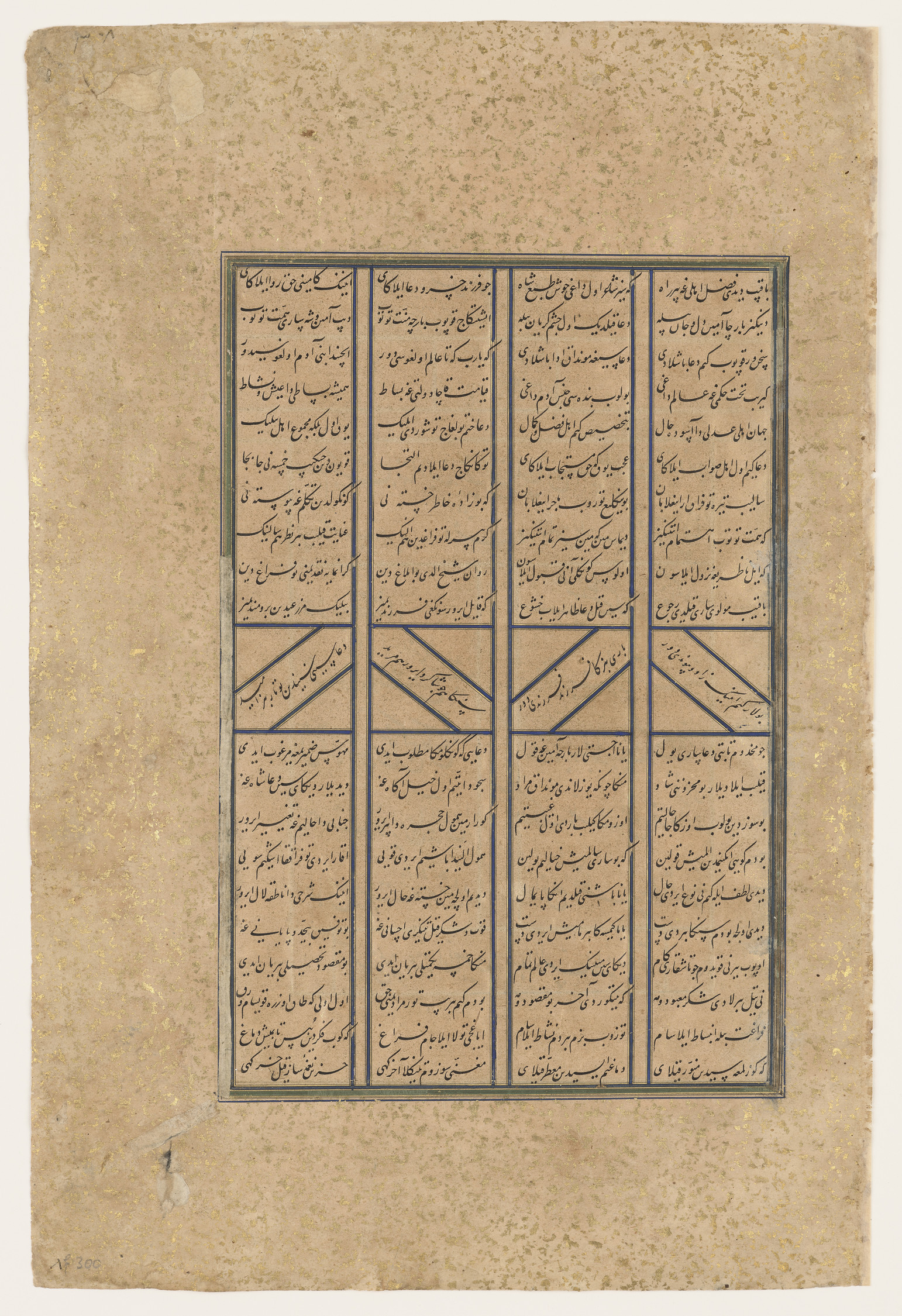
Strona z rękopisu Chamse Ali Szer Nawojego. Herat, 1492. Royal Collection
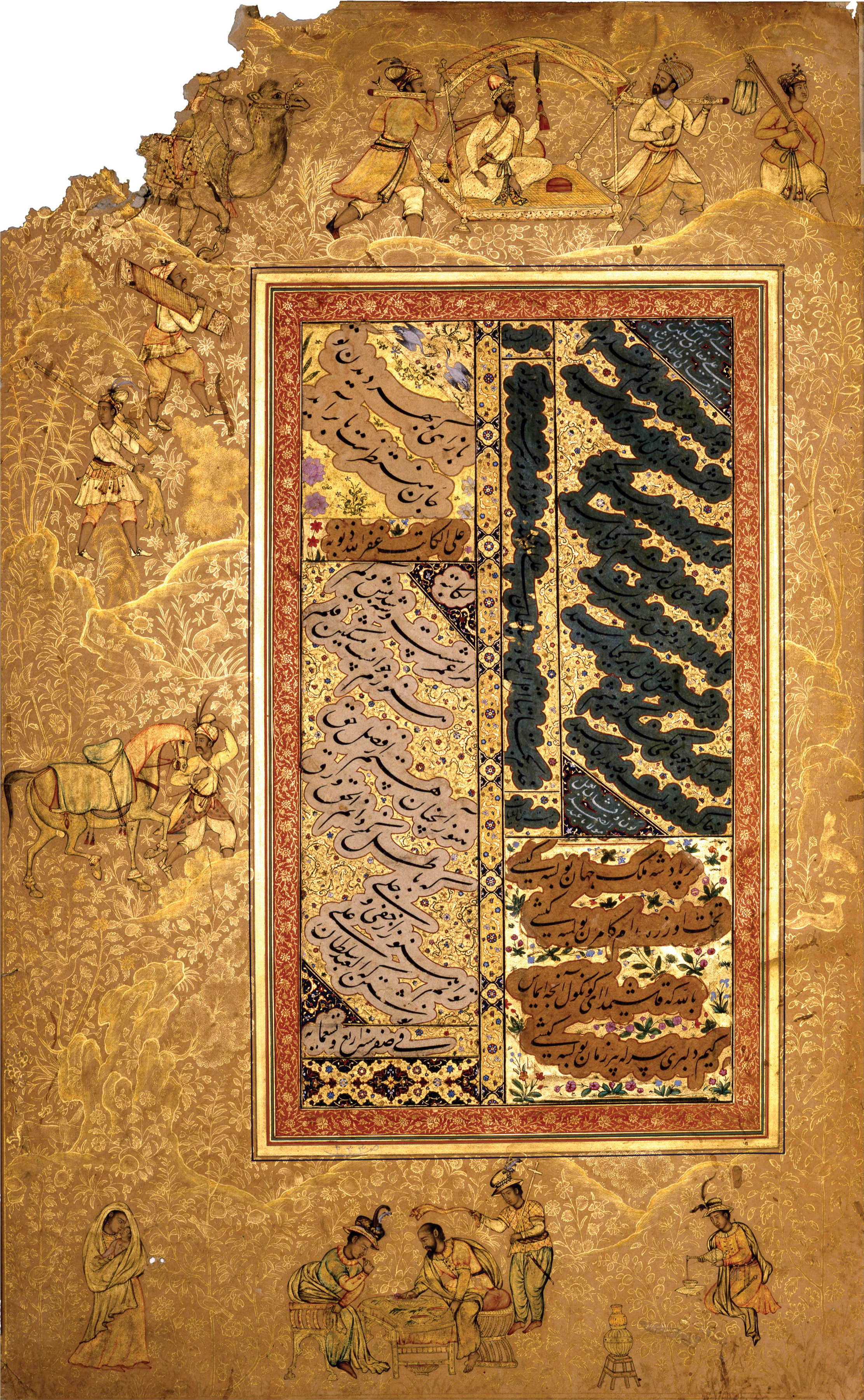
Strona z Albumu Golszan z wierszem skomponowanym i przepisanym przez Soltana Alego (iluminacja pochodzi z początku XVII w.). Herat, 1499. Biblioteka Pałacu Golestan
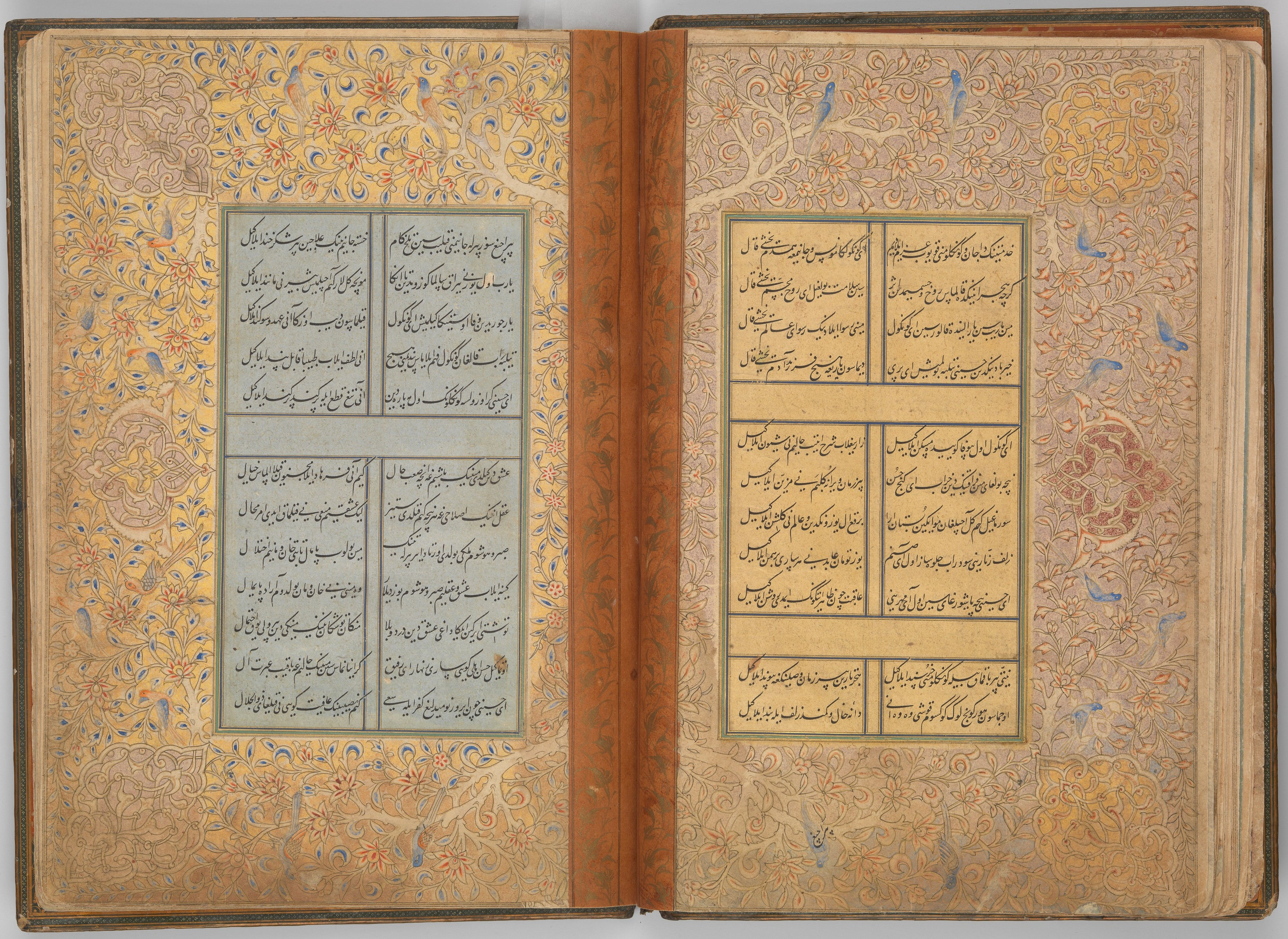
Dwie strony z rękopisu dywanu Husajna Bajkary. Herat, ok. 1500. Metropolitan Museum of Art
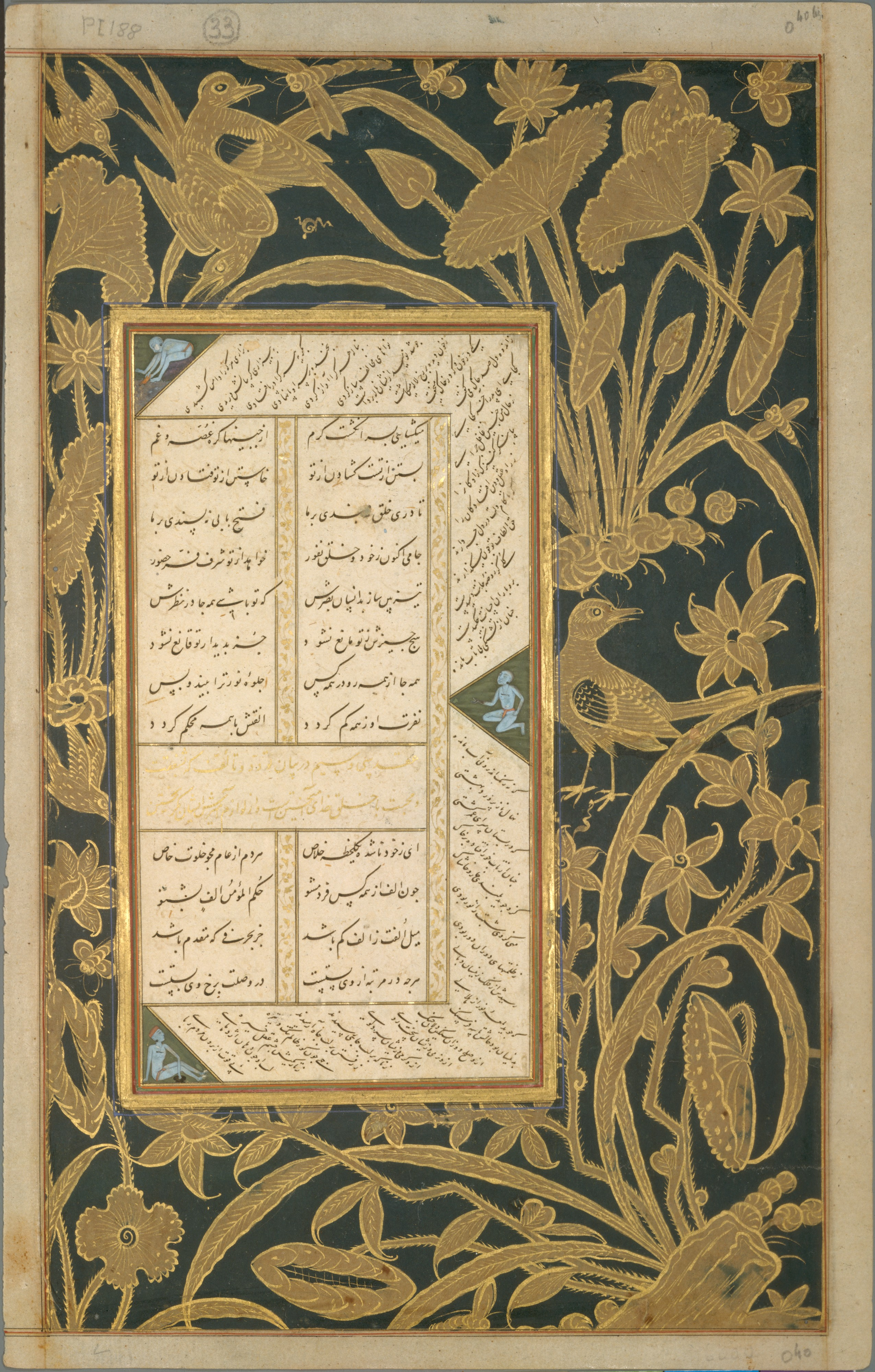
Strona z rękopisu Sobhat al-Abrar Dżamiego (marginesy pochodzą z początku XVII stulecia). Herat, ok. 1500. Metropolitan Museum of Art
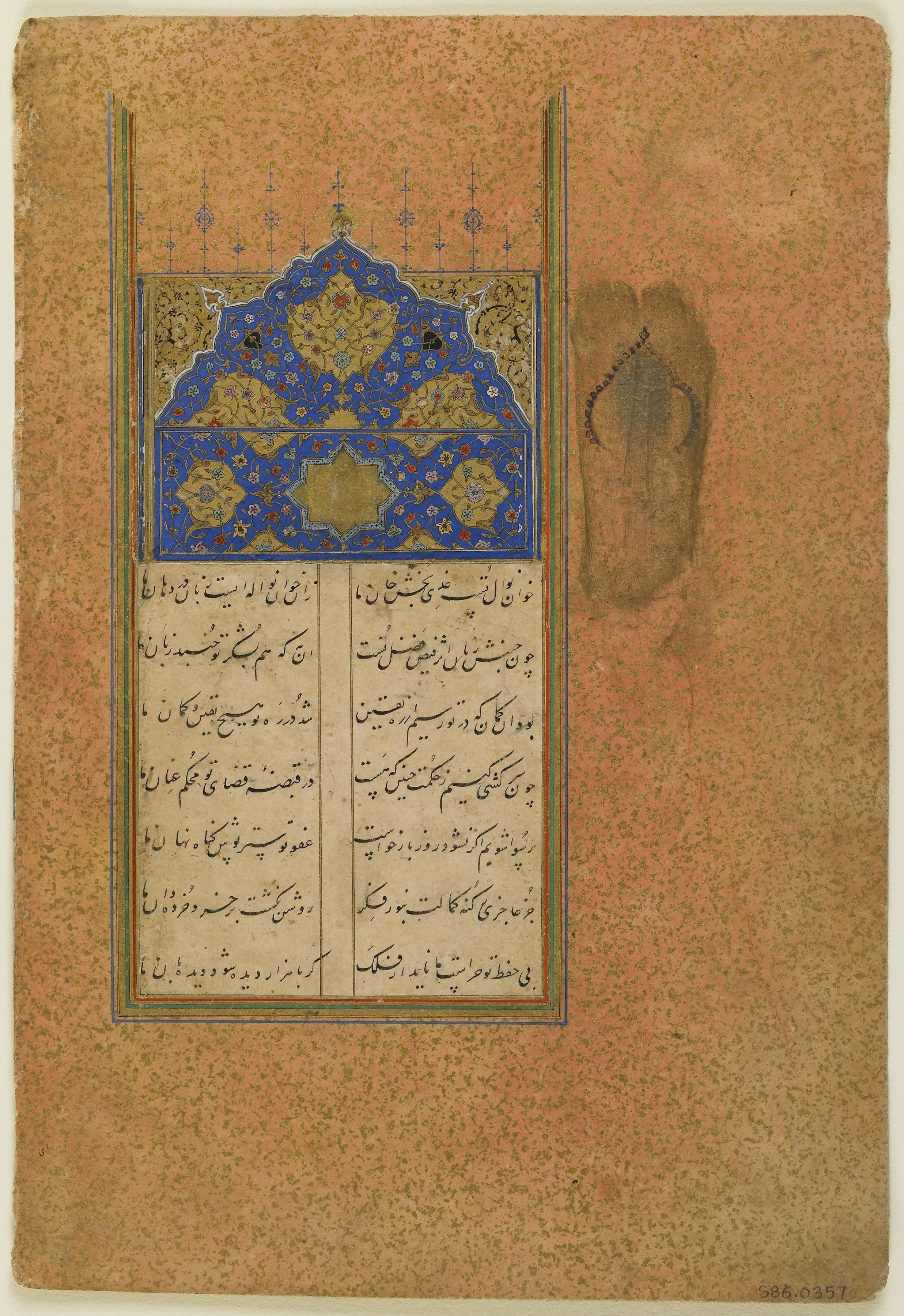
Oderwane folio z rękopisu dywanu Suhajliego (zm. 1501/1502). Herat, początek XVI w. Arthur M. Sackler Gallery
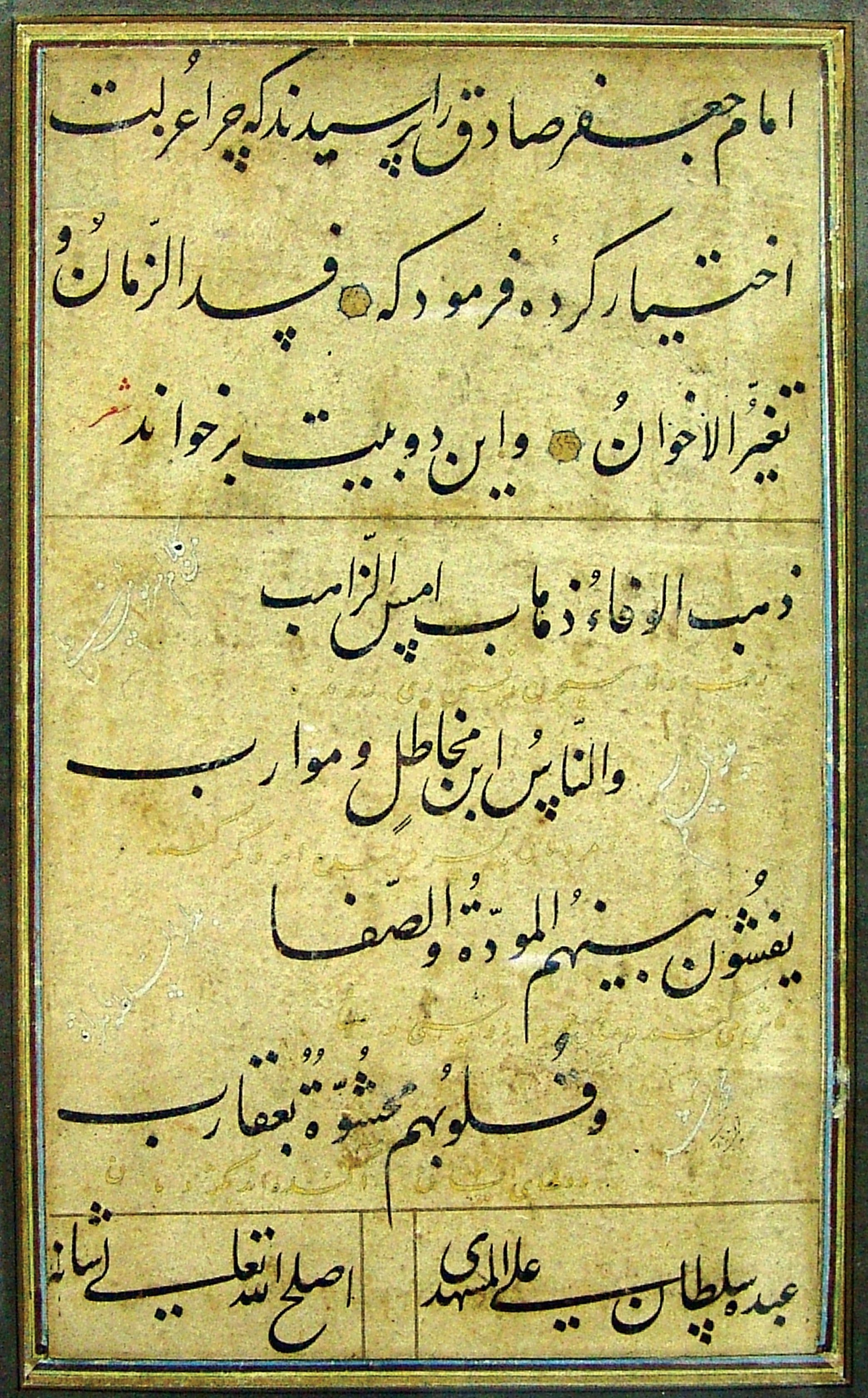
Strona z rękopisu zbioru wierszy. Herat. Archiwum Fundacji Mostazafan